# قشربندی طبقاتی
قشربندی طبقاتی (انگلیسی: Class stratification) شکلی از قشربندی اجتماعی است که در آن جامعه به
گروه‌هایی تقسیم می‌شود که اعضای آن دسترسی متفاوتی به منابع و قدرت دارند. شکاف اقتصادی، طبیعی، فرهنگی، مذهبی، منافع و آرمانی معمولاً بین طبقات مختلف وجود دارد.